# Phyllonorycter intermixta
Phyllonorycter intermixta är en fjärilsart som först beskrevs av Braun 1930.  Phyllonorycter intermixta ingår i släktet guldmalar, och familjen styltmalar. Inga underarter finns listade i Catalogue of Life.